# Chrysler Cirrus
Der Chrysler Cirrus ist eine von dem US-amerikanischen Automobilhersteller Chrysler von 1995 bis 2000 angebotene Limousine der Mittelklasse mit Frontantrieb.

## Modellgeschichte
Der Name Cirrus wurde von Chrysler erstmals 1992 für ein Konzeptfahrzeug verwendet.
Formal erstmals öffentlich gezeigt wurde das Fahrzeug auf der North American International Auto Show (NAIAS) 1994. Im November 1994 ging das Fahrzeug als Nachfolger der letzten LeBaron-Limousine in den Verkauf; zwischenzeitlich hatte sich der für den 18. Juli 1994 geplante Produktionsbeginn im Chrysler-Werk in Sterling Heights im US-Bundesstaat Michigan um einige Wochen verschoben. Angeboten wurden das Basismodell Cirrus LX und der Cirrus LXi mit gehobener Ausstattung.
Zum Modelljahr 1998 entfiel der Cirrus LX und mit ihm der Vierzylinder-Motor. Ab dem Modelljahr 1999 zierte den Kühlergrill das neue geflügelte Chrysler-Emblem. Darüber hinaus wurden dem Cirrus während seiner Laufzeit nur geringfügige Modifikationen zuteil. Im Modelljahr 2000 waren die Ausstattungsvariante LX und der Vierzylinder-Motor wieder erhältlich.
Bis zum Auslaufen der Produktion im Jahr 2000 entstanden etwa 320 000 Exemplare. Während das Fahrzeug danach auf Chrysler Sebring umbenannt wurde, wurden in manchen Regionen die nachfolgenden Chrysler-Sebring-Generationen unter dem Namen Cirrus angeboten.
In Deutschland wurde der verwandte Dodge Stratus als Chrysler Stratus angeboten.

## Design
Das Design des Cirrus entspricht der mit dem Chrysler Concorde eingeführten Cab-Forward-Philosophie mit langem Radstand, knappen Überhängen und einer weit nach vorne reichenden Passagierkabine. Der Luftwiderstandsbeiwert (cw) beträgt 0,31; die Windschutzscheibe ist um 63° zur Vertikalen geneigt. Bis auf Markenzeichen, Kühlergrill und Heckleuchten war der Cirrus identisch mit dem Dodge Stratus und dem 1996 nachgeschobenen Plymouth Breeze. Diese drei Modellreihen waren auch unter dem Namen Cloud Cars bekannt.

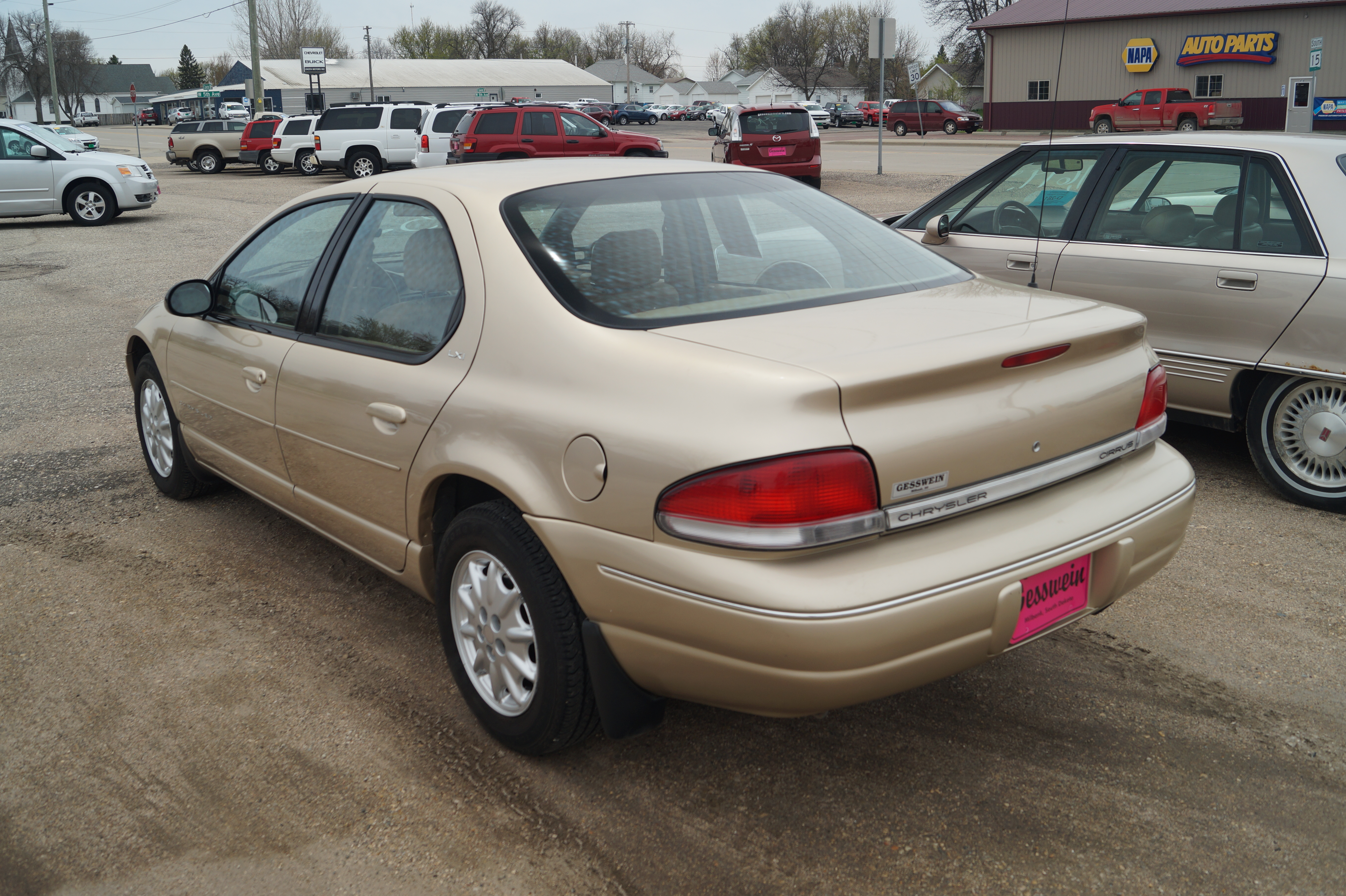
Heckansicht
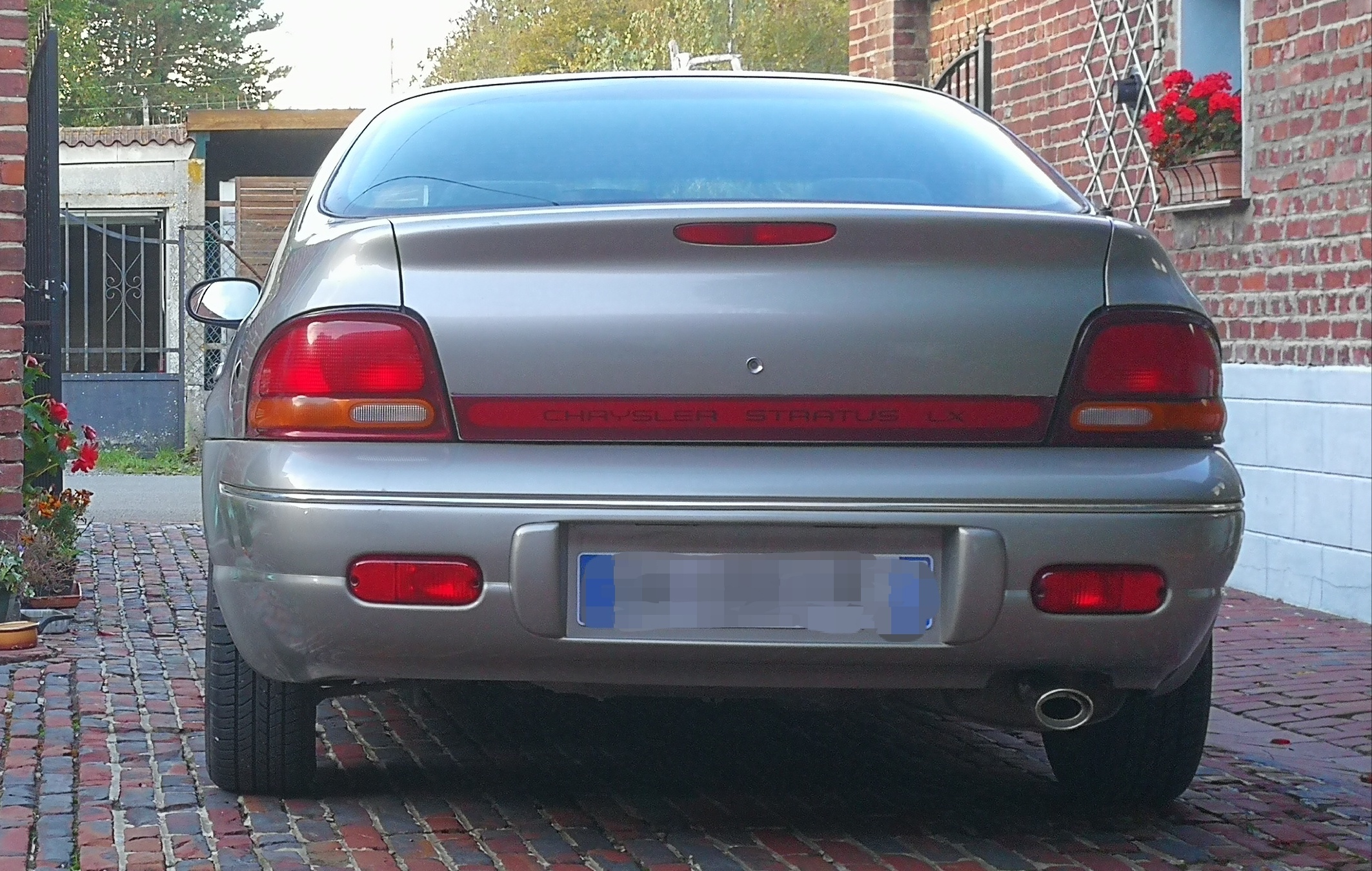
Heckansicht des EU-Modells Chrysler Stratus
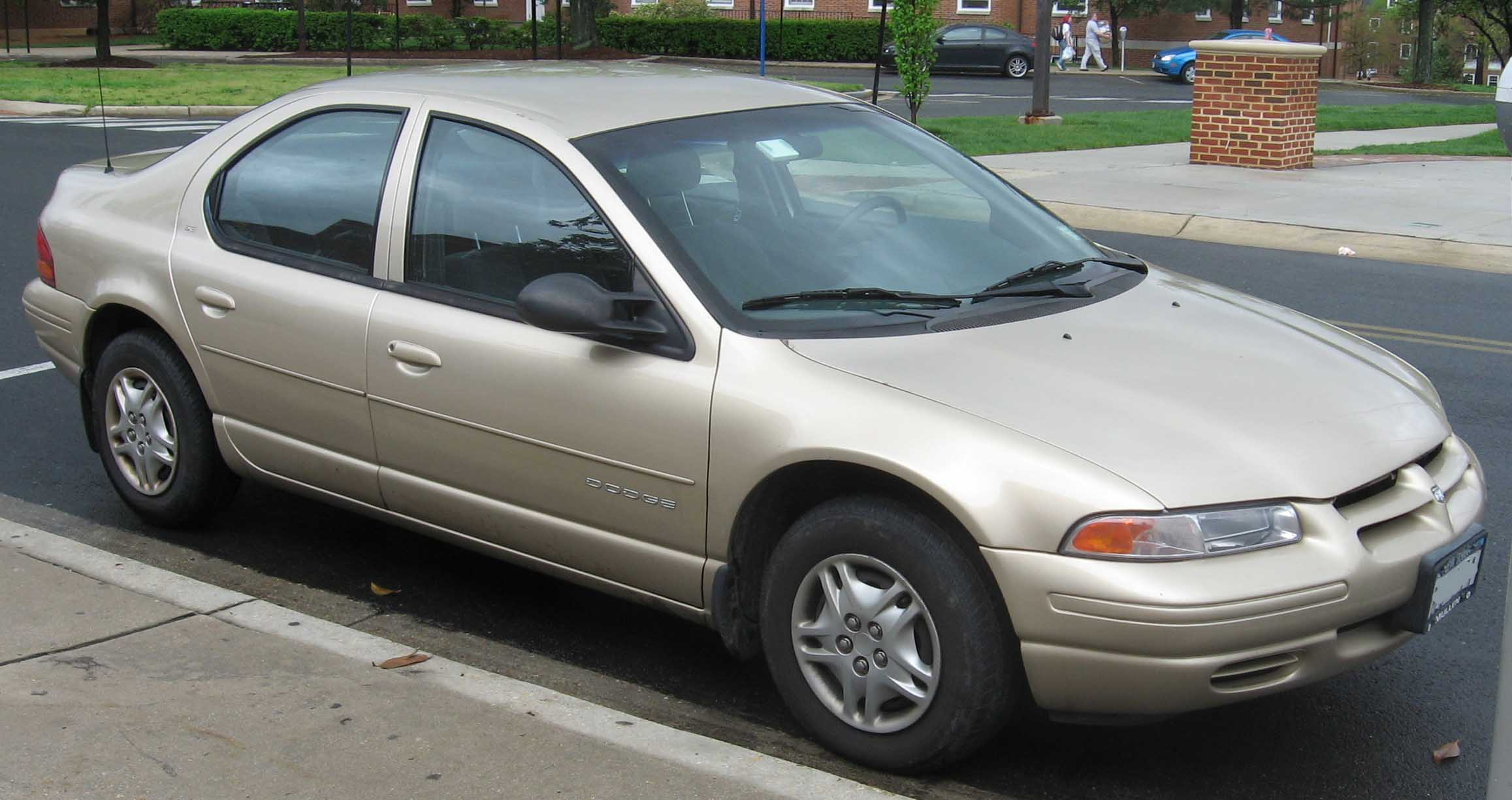
Dodge Stratus
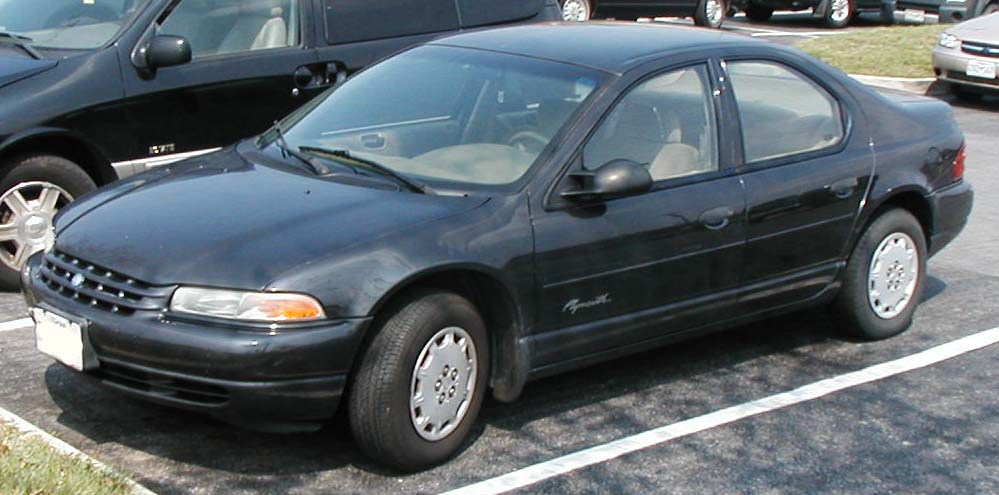
Plymouth Breeze

## Technik
Das Fahrzeug basiert auf der JA-Plattform von Chrysler.

### Antrieb
Angetrieben wird der Cirrus von einem von Mitsubishi stammenden 2,5-Liter-V6-Motor mit einer maximalen Leistung von anfangs 122 kW (164 hp), später 125 kW (168 hp) oder einem 2,4-Liter-Reihenvierzylindermotor mit zwei obenliegenden Nockenwellen und einer maximalen Leistung von 104 kW (140 hp). Über ein Vierstufen-Automatikgetriebe wird die Leistung an die Vorderräder übertragen.

### Fahrwerk
Die Vorderräder sind an einer Doppelquerlenkerachse mit ungleich langen Querlenkern („A-arm“) aufgehängt. An der Hinterachse wird eine Vierlenkerachse verwendet. Vorne werden Scheibenbremsen mit 279 mm Durchmesser eingesetzt, hinten Trommelbremsen mit 216 mm Durchmesser.